# Samarijanka (Biblija)
Neimenovana Samarijanka jedna je od osoba koje Isus susreće tijekom svog putovanja kroz Samariju. Poduži razgovor Isusa i Samarijanke zabilježen je jedino u Evanđelju po Ivanu.
Isus i Samarijanka (koju pravoslavna tradicija zove Fotina (Svjetlana) otvoreno su razgovarali o vjerskim pitanjima, usprkos svim društvenim barijerama toga vremena. Nakon toga je ova Samarijanka, povjerovavši u Krista, preobratila mnoge stanovnike Samarije na Kristovu vjeru. Ova žena je prva evangelizatorica u Evanđelju po Ivanu.
Pravoslavne crkve Samarijanku slavi kao sveticu i mučenicu 20. ožujka po julijanskom, a 2. travnja po gregorijanskom kalendaru.
Susret Isusa i Samarijanke, dogodio se kada je Isus s učenicima došao u samarijanski grad Bihar. Učenici su otišli u grad kupiti hranu, a On je ostao kraj zdenca. Tada je došla Samarijanka i začudila se, što Isus s njom razgovara, jer u to vrijeme muškarci nisu razgovarali sa ženama u javnosti, pogotove ne sa ženama koje nisu bile Židovke, poput nje. Isus se nije na to obazirao, kršio je židovske zabrane po tim pitanjima i uspostavljao nove načine ponašanja prema ženama. Židovi i Samarijanci bili su u neprijateljskom odnosu. Za Židove bila je najveća sramota, ako ih je netko nazvao Samarijancima, a Samarijanci su odbijali svaku pomisao na ženidbu sa Židovkama. Isus se nije obazirao na to.
Govorio je Samarijanki o svojoj nauci. Znao je detalje iz njenog grešnog života, čemu se ona začudila i zaključila da je Isusa Mesija, što je On i potvrdio. Tako je Samarijanka bila prvo ljudsko biće, kojoj je Isus priznao da je Mesija. Došli su učenici i čudili se što Isus razgovara sa ženom, još k tome sa Samarijankom. Oni po svojim židovskim običajima, nisu na ulici razgovarali ni sa svojim ženama, a kamoli s drugim ženama, još k tome pogankama. Samarijanka je otišla i po gradu razglasila, da je Isus Mesija. Samarijanci su povjerovali i molili Isua, da ostane s njima i ostao je dva dana.